# Aladin et la Lampe magique
Pour plus de détails, voir Fiche technique et Distribution.
Aladin et la Lampe magique (titre original : The Adventures of Aladdin) est un film d'aventures américain sorti en 2019. Il est réalisé par Glenn Campbell, qui a co-écrit le scénario avec Tammy Klein. Adam Hollick joue le rôle-titre d’Aladin.

## Synopsis
Le sultan Karim est mourant. Au grand dam de son plus proche confident et conseiller Maghreb, la fille du sultan Shahzadi va hériter de celui-ci et régner sur le pays arabe. Comme Maghreb ne peut pas changer la succession, il décide d’épouser Shahzadi et de devenir sultan lui-même. Au même moment arrive à Bagdad un groupe d’acrobates dont fait partie Aladin. Maghreb reconnaît rapidement ses capacités acrobatiques et sa légèreté. Afin d’exploiter ces qualités à ses propres fins, il invite Aladin au palais. Lors d’un dîner ensemble, il lui demande de récupérer pour lui une lampe dans une grotte.
Afin de gagner la faveur de Shahzadi, Aladin accepte et se dirige immédiatement vers la grotte. Une fois sur place, il est attaqué par des chauves-souris, dont il parvient à se débarrasser. Lors de sa traversée de la grotte, il doit passer par une cheminée raide, et y parvient à l’aide d’une corde et de son intelligence. Lorsqu’il a également surmonté cet obstacle, plusieurs lampes apparaissent de nulle part et il doit choisir la bonne. En quittant la grotte, son supposé ami Maghreb le trahit et verrouille l’entrée.
Dans sa détresse, Aladin frotte la lampe magique et un djinn apparaît. Grâce à lui, Aladdin rejoint ses amis du groupe d’acrobates. Le djinn lui dit que sa spécialité est la romance. Avec l’aide de l’esprit de la lampe, Aladin parvient à gagner le cœur de Shahzadi.

## Distribution
- Adam Hollick : Aladin
- Daniel O'Reilly : le vizir Maghreb
- Americus Abesamis : homme riche
- Tammy Klein : servante du palais[1]
- Lucia Dimitra Xypteras : Shahzadi
- Monroe Robertson : Zamir
- Naya Abou Mousa : Naveena
- Havon Baraka : Dariush
- Manny Zaldivar : Samad
- Lord KraVen : Génie
- Joe Roche : Voleur
- Sharieff Walters : Rohan
- Mark Sawicki : Sultan Karim
- Mark Pirro : Harkim
- Michael Gaglio : Habib
- Lana Yurash : servante du palais
- Obteen Motamen : servante du palais
- Sharon Desiree : servante du palais[2]

## Production
Le film est vaguement basé sur l’histoire d’Aladin ou la Lampe merveilleuse, un conte des Mille et Une Nuits. Il a été tourné en Californie. Il s’agit d’un mockbuster du film Aladdin mettant en vedettes Mena Massoud, Naomi Scott et Will Smith, également sorti en 2019.
En Allemagne, le film est sorti le 14 juin 2019. Le film a connu sa première diffusion télévisée gratuite le 23 décembre 2019 sur Tele 5.

## Accueil

### Réception critique
Filmdienst déplore « La version bon marché du conte de fées Aladin, en plus de son manque total d’idées propres, souffre de l’incompétence dans la mise en œuvre. Le film de pseudo-aventures bricolé défie toute description dans ses effets spéciaux et ses performances d’acteurs.
Wordpress constate que seuls les très jeunes enfants et ceux qui n’ont aucune connaissance d’Aladin ou de ses aventures trouveront probablement ce film divertissant. En fin de compte, le film est décrit comme un « échec total ».
Movie Reviews 101 estime que Hollick donne à son rôle d’Aladin un certain charme et que le reste de la distribution livre une performance solide. Xypteras est crédité d’une solide performance et O’Reilly est également convaincant en tant que méchant.
Dans le score du public, le classement du public sur Rotten Tomatoes, le film a obtenu un score de 14% avec moins de 50 votes.
Dans l’Internet Movie Database, le film a une note de 1,9 sur 10,0 étoiles possibles avec plus de 1200 votes.